# آنکیرین
آنکیرین‌ها (به انگلیسی: Ankyrin) یک خانواده از پروتئینها هستند که بین کل پروتئین‌های غشای پلاسمایی و اسپکترین اکتین که جزء اصلی اسکلت سلولی است اتصال برقرار می‌کنند. آنکیرین ملزم به متصل کردن قسمت‌هایی از زیرواحدهای بتای اسپکترین به حداقل ۱۲ خانواده از کل پروتئین‌های غشای پلاسمایی است. این به هم پیوستگی، به نگهداشتن کل غشاهای پلاسما و جایگاه مخصوص یون‌های کانالی، یون‌های تبادلی و یون‌های منتقل‌کننده در تمام غشای پلاسمایی احتیاج دارد. آنکیرین واژه‌ای یونانی است که به‌عنوان معادل کلمهٔ انگلیسی fused به معنای ذوب شده، به کار می‌رود.

## ساختار
آنکیرین‌ها حاوی ۴ قلمرو هستند: یک N-قلمرو انتهایی که شامل ۲۴ توالی انکیرین پشت سر هم است، یک قلمروی مرکزی که به اسپکترین متصل می‌شود، یک قلمروی غیر زنده که به پروتئین‌هایی که در آپوپتوز شرکت دارند متصل می‌شود و یک C -قلمرو تنظیم کننده انتهایی که بین آنکیرین‌های مختلف بسیار متنوع است.